# Торгові ряди (Батурин)
Торгові ряди — пам'ятка архітектури місцевого значення в Батурині.

## Історія
Наказом Міністерства культури і туризму від 21.10.2011 № 912/0/16-11 надано статус «пам'ятник архітектури місцевого значення» з охоронним № 5539-Чр під назвою «Торгові ряди». Встановлено інформаційну дошку.
Один із 35 об'єктів комплексу Національного історико-культурного заповідника «Гетьманська столиця».

## Опис
Торгові ряди з підвалами будувались при гетьманові Розумовському. В ХХ столітті їх обклали плиткою й вони перетворились на звичайнісінькі сільські магазини радянського стилю.